# Brak Thiva
Brak Thiva (tiếng Khmer: ប្រាក់ ធីវ៉ា sinh ngày 5 tháng 12 năm 1998 ở Koh Kong, thi đấu cho Phnom Penh Crown ở Giải bóng đá vô địch quốc gia Campuchia và đội tuyển bóng đá quốc gia Campuchia. Anh thi đấu ở vị trí tiền vệ tấn công.

## Thống kê sự nghiệp

### Câu lạc bộ
Tính đến 3 tháng 11 năm 2017
| Thành tích câu lạc bộ | Thành tích câu lạc bộ | Thành tích câu lạc bộ                   | Giải vô địch | Giải vô địch | Cúp         | Cúp         | Châu lục | Châu lục  | Tổng    | Tổng      |
| Mùa giải              | Số trận               | Bàn thắng                               | Số trận      | Bàn thắng    | Số trận     | Bàn thắng   | Số trận  | Bàn thắng | Số trận | Bàn thắng |
| Campuchia             | Campuchia             | Campuchia                               | Giải vô địch | Giải vô địch | Hun Sen Cup | Hun Sen Cup | Cúp AFC  | Cúp AFC   | Tổng    | Tổng      |
| --------------------- | --------------------- | --------------------------------------- | ------------ | ------------ | ----------- | ----------- | -------- | --------- | ------- | --------- |
| 2017                  | Phnom Penh Crown      | Giải bóng đá vô địch quốc gia Campuchia | 16           | 5            | 3           | 2           | 1        | 0         | 19      | 7         |
| 2018                  | Phnom Penh Crown      | Giải bóng đá vô địch quốc gia Campuchia | 1            | 0            | 0           | 0           | -        | -         | 1       | 0         |
| Tổng                  | Campuchia             | Campuchia                               | 17           | 5            | 3           | 2           | 1        | 0         | 20      | 7         |
| Tổng                  | Tổng cộng sự nghiệp   | Tổng cộng sự nghiệp                     | 17           | 5            | 3           | 2           | 1        | 0         | 20      | 7         |

### Quốc tế
Tính đến các trận đấu diễn ra ngày 14 tháng 6 năm 2022.
| Đội tuyển quốc gia | Năm       | Số trận | Bàn thắng |
| ------------------ | --------- | ------- | --------- |
| Campuchia          | 2017      | 3       | 0         |
| Campuchia          | 2018      | 6       | 0         |
| Campuchia          | 2022      | 1       | 1         |
| Tổng cộng          | Tổng cộng | 10      | 1         |

## Bàn thắng quốc tế
Tính đến ngày 12 tháng 10 năm 2021.
| # | Ngày                | Địa điểm                               | Số trận | Đối thủ     | Bàn thắng | Kết quả | Giải đấu                 |
| - | ------------------- | -------------------------------------- | ------- | ----------- | --------- | ------- | ------------------------ |
| 1 | 14 tháng 6 năm 2022 | Sân vận động Salt Lake, Kolkata, Ấn Độ | 10      | Afghanistan | 1–2       | 2–2     | Vòng loại Asian Cup 2023 |